# 狐變
《狐變》是科幻小說家倪匡的作品，為衛斯理系列的第28個著作，收錄於正式編號為23的小說內。該小說起初連刊於1970年3月17日至同年的5月10日的《明報》之中，後來在1986年出版。

## 故事大綱
衛斯理在一次朋友聚會中，聽到有人提出假說：地球的一切其實每天都不斷在擴大，只要其中一樣東西停止這個活動，那麼這東西在我們看來就正在不斷逐步縮小。這個假說引起了另一個叫酒博新的人的激烈反應，聚會最後不歡而散。其後，酒博新給衛斯理看一樣怪異的物件——一隻只有在顯微鏡下才看得見的狐狸。
然而，酒博新之後卻突然將一切證據抹去，甚至更不惜在其居住的大屋縱火，以裝死來逃避衛斯理。不過，在衛斯理窮追不捨之下，酒博新終於揭開真相。原來其叔叔是一個跨時代的科學家，能夠突破了四度空間，可以將人帶到過去，可是，其父親卻在這項實驗下意外停留在過去，以致身體沒有隨著周遭的變化擴大而逐步縮小。其父親就是因為接受不了自己無休止地縮小而自殺。最後，當其叔叔提出為酒博新進行试验時，因酒博新無法接受而將其掐死，並縱火毀屍滅跡。

## 相關人物
- 衛斯理
- 酒博新
- 酒博新的叔叔

## 漫畫
- 香港漫畫家楊孝榮 發表了衛斯理《狐變》漫畫
  - 出版社：晨星出版社

## 廣播劇
- 香港電台於1972年3月20日星期一以粵語首播《狐變》廣播劇，合共6集。[3]
  - 播音
    - 區聰 飾演 衛斯理
    - 龍寶鈿 飾演 白素

- 香港商業電台以粵語於1987年星期一至五，每日下午三時正首播《狐變》 廣播劇，合共6集。為商台衛斯理廣播劇系列第廿五個故事。
  - 監製：金貴
  - 改編：唐寧
  - 播音
    - 朱子聰 飾演 衛斯理
    - 錢佩卿 飾演 白素
    - 陳森 　飾演 酒博新
    - 陳永信 飾演 酒博新叔叔/記者
    - 甄錦華 飾演 衛斯理朋友/阿王(生物學家)
    - 吳忠泰 飾演 衛斯理朋友
    - 金貴 　飾演 腦科醫生/財伯(老僕人)
    - 李錦 　飾演 消防官

## 資料來源
| 前任者： 022 蠱惑、再來一次 | 衛斯理系列（按編號） 023（包括聚寶盆）                | 繼任者： 024 老貓 |
| 前任者： 仙境               | 衛斯理系列（按連載時序） 1970年3月17日至1970年5月10日 | 繼任者： 古聲     |